# Viaduc de Gargan
 (février 2023).
Si vous disposez d'ouvrages ou d'articles de référence ou si vous connaissez des sites web de qualité traitant du thème abordé ici, merci de compléter l'article en donnant les références utiles à sa vérifiabilité et en les liant à la section « Notes et références ».
Le viaduc de Gargan est un viaduc ferroviaire français situé à la limite de Livry-Gargan et des Pavillons-sous-Bois, en Seine-Saint-Denis. Situé le long de la ligne de Coquetiers, il permet le franchissement de la route nationale 3 par la ligne 4 du tramway d'Île-de-France, entre les stations Gargan et Lycée Henri Sellier. D'une portée de 32 mètres, il a été achevé en 2006. 